# Белорусский государственный университет культуры и искусств
Белорусский государственный университет культуры и искусств (бел. Беларускі дзяржаўны ўніверсітэт культуры і мастацтваў) — высшее учебное заведение в Минске. Создан на базе Минского института культуры.

## История
В 1975 году на базе библиотечного факультета Минского государственного педагогического института имени А. М. Горького и отделения культурно-просветительской работы Белорусского театрально-художественного института был открыт Минский институт культуры, который начал свою деятельность в соответствии с Постановлением Совета Министров БССР от 4 мая 1975 года № 139 и приказом Министерства высшего и среднего специального образования БССР от 14 мая 1975 № 234. Первым ректором стал белорусский драматург Александр Леонтьевич Петрашкевич. В первые пять лет существования Минского института культуры были открыты новые кафедры, созданы художественные коллективы, построены два студенческих общежития.
В 1986 году был создан факультет самодеятельного музыкального и хореографического искусства. 
С 1988 по 1992 год ректором университета был Заренок Николай Николаевич, кандидат филологических наук, профессор.
С 1989 года начала работать аспирантура. В начале 1990-х годов была принята программа создания на базе Минского института культуры европейского высшего учебного заведения университетского типа — Постановлением Совета Министров Республики Беларусь № 662 30 сентября 1993 года Минский институт культуры был преобразован в Белорусский университет культуры. В 1992 году его возглавила Ядвига Григорович. Произошла реорганизация факультетов и кафедр, началась подготовка по новым специальностям и специализациям. Активизировались международные связи, открылись магистратура и Мозырский филиал университета.
В 1996 году университет прошёл аттестацию и аккредитацию, а 26 ноября 1999 года приказом Министерства образования Республики Беларусь № 703 ему присвоен статус ведущего высшего учебного заведения в национальной системе образования в сфере культуры.
Президент Беларуси Александр Лукашенко посещал университет в 1999 и 2000 годах. После этого университету были переданы Молодёжный театр эстрады, художественная галерея во Дворце Республики, помещения по ул. Московской (рядом с университетом) для открытия второго учебного корпуса. Были созданы научно-творческая лаборатория традиционных ремёсел белорусов, студенческий эстрадно-симфонический оркестр и др. В 2003 году произошла реорганизация структурных подразделений университета, в результате появились новые кафедры и факультеты, некоторые из них поменяли названия.
Приказом Министерства культуры Республики Беларусь от 08.10.2004 № 166 «Белорусский государственный университет культуры» был переименован в «Белорусский государственный университет культуры и искусств» (БГУКИ).
Деятельность университета имеет чётко определённую национальную направленность. Здесь ведется подготовка специалистов в области культуры и искусств и осуществляются изучение, сохранение, трансляция, творческое переосмысление культурного наследия белорусского народа.
27 октября 2011 года БГУКИ первый среди вузов культуры (22 из 53 вузов республики) получил сертификат соответствия требованиям СТБ ISO 9001-2009 к системе менеджмента качества.
По данным университета на 2018 год, 25 000 специалистов получили дипломы университета.

## Структура

### Факультеты
- Факультет информационно-документных коммуникаций
- Факультет культурологии и социально-культурной деятельности
- Факультет музыкального и хореографического искусства
- Факультет художественной культуры
- Институт повышения квалификации и переподготовки кадров

### Кафедры
- Белорусской и зарубежной филологии
- Декоративно-прикладного искусства
- Духовой музыки
- Информационно-аналитической деятельности
- Информационных ресурсов и коммуникаций
- Информационных технологий в культуре
- Историко-культурного наследия
- Культурологии
- Межкультурных коммуникаций и рекламы
- Менеджмента социально-культурной деятельности
- Музыкально-теоретических дисциплин
- Народно-инструментальной музыки
- Народно-песенного творчества и фольклора
- Педагогики социально-культурной деятельности
- Психологии и педагогики
- Режиссуры
- Русского языка как иностранного
- Социально-гуманитарных дисциплин
- Театрального творчества
- Теории и истории искусства
- Физической культуры
- Хореографии
- Хоровой музыки
- Эстрадной музыки

## Награды
- Специальная премия Президента Республики Беларусь деятелям культуры и искусства (6 января 2022 года) — за значительный вклад в патриотическое воспитание молодёжи, реализацию общественно культурных проектов[4].
- Премия Президента Республики Беларусь «За духовное возрождение» (31 декабря 2024 года) — за активную деятельность в патриотическом воспитании молодёжи, реализацию общественно-патриотического проекта «Линия памяти. Код войны»[5].